# Gerald Tinker
Gerald Alexander Tinker (Miami, 19 gennaio 1951) è un ex velocista e giocatore di football americano statunitense.

## Biografia
Iniziò a praticare sport a livello agonistico alla Coral Gables High School di Miami, eccellendo sia nel football americano che nella corsa veloce.
Nel 1972 prese parte ai Giochi olimpici di Monaco di Baviera dove conquistò la medaglia d'oro nella staffetta 4×100 metri, insieme ai connazionali Larry Black, Robert Taylor e Eddie Hart, facendo registrare il record mondiale.
Dopo le Olimpiadi, una volta uscito dal college di Kent State fu scelto al secondo giro del Draft NFL 1974 dagli Atlanta Falcons, con i quali giocò per poco più di una stagione come wide receiver; durante la stagione successiva fu ceduto ai Green Bay Packers. In NFL giocò complessivamente 26 partite mettendo a segno 2 touchdown.

## Palmarès
| Anno | Manifestazione  | Sede   | Evento  | Risultato | Prestazione | Note |
| ---- | --------------- | ------ | ------- | --------- | ----------- | ---- |
| 1972 | Giochi olimpici | Monaco | 4×100 m | Oro       | 38"19       |      |